# Styracaster clavipes
Styracaster clavipes är en sjöstjärneart som beskrevs av James Wood-Mason och Alcock 1891. Styracaster clavipes ingår i släktet Styracaster och familjen Porcellanasteridae. Inga underarter finns listade i Catalogue of Life.